# Kariyannur
Kariyannur es una ciudad censal situada en el distrito de Thrissur en el estado de Kerala (India). Su población es de 6363 habitantes (2011).

## Demografía
Según el censo de 2011 la población de Kariyannur era de 6363 habitantes, de los cuales 3065 eran hombres y 3298 eran mujeres. Kariyannur tiene una tasa media de alfabetización del 93,80%, inferior a la media estatal del 94%: la alfabetización masculina es del 95,14%, y la alfabetización femenina del 92,58%.